# Langenselbolder Dreieck
Ze is een knooppunt in de Duitse deelstaat Hessen.
Op dit trompetknooppunt bij de stad Langenselbold sluit de A66 Fulda-Frankfurt am Main aan op de A45 Kreuz Dortmund-Nordwest-Seligenstädter Dreieck.

## Richtingen knooppunt
| Aansluitende wegen     | Aansluitende wegen                        | Aansluitende wegen                                                       | Aansluitende wegen | Aansluitende wegen |
| ---------------------- | ----------------------------------------- | ------------------------------------------------------------------------ | ------------------ | ------------------ |
|                        |                                           | richting Kassel / Gießen Dortmund                                        |                    |                    |
|                        |                                           |                                                                          |                    |                    |
|                        | richting Langenselbold Gelnhausen / Fulda |                                                                          |                    |                    |
|                        |                                           |                                                                          |                    |                    |
| K854 richting Erlensee |                                           | richting Hanau / Frankfurt Aschaffenburg / Würzburg Neurenberg / München |                    |                    |